# Emiliana Arango
Emiliana Arango (født 28. november 2000 i Medellín, Colombia) er en professionel tennisspiller fra Colombia.